# Чернявская, Галина Михайловна
Галина Михайловна Чернявская (18 декабря 1900, Санкт-Петербург — 25 августа 1979, Таллин) — русская и советская балерина, балетный педагог.

## Биография
Родилась в 1900 году в Санкт-Петербурге, Российская империя, в семье инженера. Окончила частную гимназию в Москве.
В 1916 году окончила в Москве балетную школу Лидии Нелидовой, в Петрограде училась танцам в классе Александра Монахова.
В 1916—1918 годах танцевала в Москве, была педагогом по танцу в балетной школе Нелидовой.
В 1919—1921 годах — солистка театра оперы и балета в Ростове-на-Дону, там же руководила балетной студией.
С 1923 года в Таллине, открыла там свою балетную студию, которая действовала до начала войны.
В годы войны была в эвакуации в советском тылу, с 1945 года член Театрального общества Эстонской ССР.
В 1946—1962 годах — преподаватель классического балета в Таллинском хореографическом училище.
Умерла в 1979 году в Таллине, похоронена на Александро-Невском кладбище.